# نقاشی لبه-سخت
نقاشی لبه-سخت (به انگلیسی: Hard-Edge Painting) نقاشی است که در آن انتقال ناگهانی بین مناطق رنگی دیده می‌شود. نواحی رنگی اغلب از یک رنگ ثابت یا یکنواخت هستند. سبک نقاشی لبه-سخت در ارتباط با انتزاع‌گرایی هندسی، هنر دیدمانی، انتزاع پسانقاشانه و نقاشی گستره رنگی است.

## تاریخچۀ اصطلاح
این اصطلاح توسط نویسنده، نمایشگاه‌گردان و منتقد هنریِ لس آنجلس تایمز، جولز لانگزنر (Jules Langsner)، همراه با پیتر زلتس (Peter Selz)، در سال ۱۹۵۹ میلادی ابداع شد، و برای توصیف آثار نقاشان کالیفرنیایی، که در واکنش به اشکال ایجاد شده با حرکات آزاد و ضربه‌های کنترل نشدۀ قلم‌مو در اکسپرسیونیسم انتزاعی، کاربرد رنگ آگاهانۀ غیرشخصی‌ای را اتخاذ کردند و نواحی رنگ را با تیزی و وضوح خاصی مشخص کردند. این رویکرد به نقاشی انتزاعی در دهۀ ۱۹۶۰ میلادی گسترده شد، اگر چه کالیفرنیا مرکز خلاقیت آن بود.
سایر جنبش‌ها یا سبک‌های قبلی نیز دارای کیفیت لبه‌-سخت‌ها بوده‌اند، به‌ عنوان مثال، راست‌خط‌کارها نیز این ویژگی را تا حد زیادی در کار خود نشان دادند. لبه-سخت را می‌توان با یک یا چند مکتب نقاشی مرتبط دانست، اما همچنین یک اصطلاح کلی توصیفی است برای این خصوصیات که در هر نوع نقاشی یافت می‌شود. نقاشی لبه‌-سخت‌ها می‌تواند فیگوراتیو یا غیر بازنمایانه باشد.
در اواخر دهۀ ۱۹۵۰ میلادی، لانگزنر و پیتر زلتس، اساتید آن زمان در دانشکده‌های کلرمونت، پیوند مشترکی را در میان کارهای اخیر جان مک‌لافلین (1898-1976)، لورسر فیتلسن (۱۹۷۸-۱۸۹۸ میلادی)، کارل بنجامین (۲۰۱۲-۱۹۲۵ میلادی)، فردریک همرسلی (۲۰۰۹-۱۹۱۹ میلادی) و همسر فیتلسن، هلن لوندبرگ (۱۹۹۹-۱۹۰۸ میلادی) مشاهده کردند. این گروه هفت نفره در خانه فیتلسن گرد هم آمدند تا در مورد نمایشگاه گروهی این سبک نقاشی غیر فیگوراتیو بحث کنند. چهار کلاسیکیست انتزاعی که توسط لانگزنر نمایشگاه‌گردانی شد، در سال ۱۹۵۹ میلادی در موزۀ هنر سان فرانسیسکو افتتاح شد، سپس به موزۀ هنر شهرستان لس آنجلس در پارک نمایشگاه سفر کردند. آثار هلن لوندبرگ در این نمایشگاه گنجانده نشد. این نقاشان در یک نمایشگاه سیاحتی در سال ۲۰۰۸ میلادی به نام «تولد باحال» (The Birth of the Cool) در موزه‌های کالیفرنیا همراه با طراحی، موسیقی و فیلم اواسط قرن به نمایش درآمدند.

### نمایشگاه
هنگامی که چهار کلاسیکیست انتزاعی به انگلستان و ایرلند سفر کردند، توسط لارنس آلووی، منتقد هنری و نمایشگاه‌گردان بریتانیایی،  لبه-سخت کالیفرنیا نامیده شدند. این اصطلاح پس از آن که آلووی از آن برای توصیف نقاشی انتزاعی هندسی معاصر آمریکایی با ویژگی «اقتصاد فرم»، «سرشار از رنگ»، «آراستگی سطح» و چیدمان غیرمرتبط فرم‌ها بر روی بوم استفاده کرد، کاربرد گسترده‌تری پیدا کرد.
در سال ۱۹۶۴ میلادی، دومین نمایشگاه بزرگ لبه-سخت به نمایشگاه‌گردانی جولز لانگزنر در گالری پاویلیون در بالبوآ، کالیفرنیا (همچنین به عنوان غرفۀ نیوپورت شناخته می‌شود) با همکاری گالری آنکروم (Ankrum Gallery)، گالری استر روبلز (Esther Robles Gallery)، گالری فلیکس لاندو (Felix Landau Gallery)؛ گالری فروس (Ferus Gallery) و گالری میراث لس آنجلس (Heritage Gallery of Los Angeles) برگزار شد. عنوان این نمایشگاه: نقاشی لبه-سخت کالیفرنیا نامیده شد. فلورانس آرنولد (Florence Arnold)، جان باربور (John Barbour)، لری بل (Larry Bell)، کارل بنجامین (Karl Benjamin)، جان کوپلنس (John Coplans)، لورسر فیتلسن (Lorser Feitelson)، فردریک همرسلی (Frederick Hammersley)، جون هاروود (June Harwood)، هلن لوندبرگ (Helen Lundeberg)، جان مک‌لافلین (John McLaughlin) و دوروتی والدمن (Dorothy Waldman) در این نمایشگاه حضور داشتند.
در سال ۲۰۰۰ میلادی، توبی سی. ماس (Tobey C. Moss) نمایشگاه‌گردانی چهار کلاسیک انتزاعی به علاوۀ یک را در گالری خود در لس آنجلس بر عهده داشت. این نمایشگاه دوباره جان مک‌لافلین، فیتلسن، همرسلی و بنجامین را به نمایش گذاشت و لوندبرگ را به عنوان پنجمین نقاش اصلی لبه-سخت اضافه کرد. در سال ۲۰۰۳ میلادی، هنرهای زیبای لوئیس استرن (Louis Stern Fine Arts) نمایشگاهی را با عنوان: لورسر فیتلسن و اختراع نقاشی لبه-سخت، ۱۹۶۵-۱۹۴۵ میلادی، برای لورسر فیتلسن به نمایش گذاشت. در همان سال، نوهو مدرن (NOHO MODERN) آثار جون هاروود را در نمایشگاهی با عنوان: جون هاروود: بازبینی نقاشی لبه-سخت، ۱۹۶۹-۱۹۵۹ میلادی، به نمایش گذاشت. منتقد هنری، دیو هیکی (Dave Hickey) جایگاه این شش هنرمند را در: مکتب لس آنجلس: کارل بنجامین، لورسر فیتلسن، فردریک همرسلی، جون هاروود، هلن لوندبرگ و جان مک‌لافلین، مستحکم کرد. این نمایشگاه در گالری بن مالتز (Ben Maltz Gallery)، دانشکدۀ هنر و طراحی اوتیس (Otis College of Art and Design) در لس آنجلس در سال‌های ۲۰۰۵-۲۰۰۴ میلادی برگزار شد.

## سبک
این سبک از انتزاع هندسیِ لبه-سخت، یادآور کارهای پیشین کازیمیر ماله‌ویچ، واسیلی کاندینسکی، تئو وان دوسبرگ و پیت موندریان است. سایر هنرمندانی که با نقاشی لبه-سخت مرتبط هستند عبارتند از: هرب آک (Herb Aach)، یوزف آلبرس، ریچارد آنوشکیویچ (Richard Anuszkiewicz)، ماکس بیل، ایلیا بولوتوفسکی (Ilya Bolotowsky)، هربرت بوزمن (Herbert Busemann)، رالف کابرن (Ralph Coburn)، ناسوس دافنیس (Nassos Daphnis)، رونالد دیویس (Ronald Davis)، جین دیویس (Gene Davis)، رابین دنی (Robyn Denny)، هاوارد مرینگ (Howard Mehring)، بورگان دیلر، برهان دوگانچای (Burhan Dogancay)، جان فرن (John Ferren)، پیتر هالی (Peter Halley)، آل هلد (Al Held)، رابرت ایندیانا، الزورت کلی، جک یانگرمن (Jack Youngerman)، گونتر سی. کیرشبرگر (Günther C. Kirchberger)، الکساندر لیبرمن (Alexander Liberman)، اگنس مارتین، جورج ال. کی. موریس (George L. K. Morris)، کنت نولاند (Kenneth Noland)، اد راینهارت (Ad Reinhardt)، دبورا رمینگتون (Deborah Remington)، بریجیت رایلی، لودویگ سندر (Ludwig Sander)، دیوید سیمپسون (David Simpson)، لئون پولک اسمیت (Leon Polk Smith)، جولیان استانچاک (Julian Stanczak)، جفری استیل (Jeffrey Steele)، فرانک استلا، مایرون استات (Myron Stout)، لئو والدور (Leo Valledor)، ویکتور وازارلی، چارمیون فون ویگاند (Charmion Von Wiegand)، نیل ویلیامز (Neil Williams)، جان استفن (John Stephan)، لری زاکس (Larry Zox)، مینو آرجنتو و باربرو اوستلین (Barbro Östlihn).

## همچنین ببینید
- هنر انتزاعی
- اکسپرسیونیسم انتزاعی
- تجسم‌گرایان انتزاعی
- نقاشی کنشی
- هنر کانکریت
- فرمالیسم (هنر)
- انتزاع تغزلی
- هنر مینیمال
- هنر نوگرا
- بوم شکل‌دار
- وردادیسم

## مآخذ
- نوهو مدرن (NOHO MODERN) (۲۰۰۳)، جون هاروود: بازبینی نقاشی لبه-سخت، کاتالوگ نمایشگاه ۱۹۶۹-۱۹۵۹ میلادی.[۱]
- هنرهای زیبای لوئیس استرن (۲۰۰۳)، لورسر فیتلسن و اختراع نقاشی لبه-سخت، کاتالوگ نمایشگاه ۱۹۶۵-۱۹۴۵ میلادی.[۲]
- ماس، توبی سی. (۲۰۰۰)، کاتالوگ نمایشگاه چهار کلاسیک انتزاعی به علاوه یک.[۳]
- نیتوه و همکاران (۱۹۹۸)، تابش آفتاب و نوآر: هنر در ال‌ای، ۱۹۹۷-۱۹۶۰ میلادی، موزۀ هنرهای مدرن لوئیزیانا.